# Дыреевка
Дыреевка — деревня в Мензелинском районе Татарстана. Входит в состав Аюского сельского поселения.

## География
Находится в восточной части Татарстана на расстоянии приблизительно 11 км на юго-восток по прямой от районного центра города Мензелинск.

## История
Известна была с 1715 года как татарская деревня. В 1770-х годах земли вокруг деревни перешли во владение капитана А. С. Суворова, переселившего сюда крепостных крестьян. В советское время работали колхозы «Красный Октябрь» и им. Калинина.

## Население
Постоянных жителей было: в 1795 году — 60 душ мужского пола, в 1859—170, в 1870—219, в 1906—310, в 1913—328, в 1920—288, в 1926—283, в 1938—229, в 1949—187, в 1958—144, в 1970 — 83, в 1979 — 23, в 1989 — 2, в 2002 — 31 (татары 81 %), 21 в 2010.